# Jörg Siebert
Jörg Siebert (n. 2 aprilie 1944, Wetzlar, Hessa, Germania) este un canotor german, medaliat olimpic. A participat la o ediție a Jocurilor Olimpice (1968) în care a câștigat o medalie de aur.

## Participări
Lista de mai jos prezintă principalele competiții la care a participat Jörg Siebert de-a lungul carierei.
- rowing at the 1968 Summer Olympics – men's eight[*][3]